# Niandin
Niandin, également orthographié Niangdin, est une localité située dans le département de Pissila de la province du Sanmatenga dans la région Centre-Nord au Burkina Faso.

## Économie
L'activité du village est essentiellement agro-pastorale.

## Éducation et santé
Le centre de soins le plus proche de Niandin est le centre de santé et de promotion sociale (CSPS) de Pissila tandis que le centre hospitalier régional (CHR) se trouve à Kaya.